# ハインリヒ・フォークト (天文学者)
ハインリヒ・フォークト （Heinrich Vogt 1890年10月5日 - 1968年1月23日）は、ドイツの天文学者。

## 生涯
ハインリヒ・フォークトは農家のフィリップとその妻マルガレータの4人目の子供として生まれた。1911年、 マインツの高校を卒業後、ハイデルベルク大学に入学し、 マックス・ヴォルフの指導の下で天文学、数学、物理学を学んだ。彼の研究は第一次世界大戦のために4年間中断されたが、その後も科学の道を続け、「アルゴル型変光星の理論について」（"On the theory of Algol variables"）という題の論文で1919年に博士号を取得した。1921年には、博士研究員として"Photometric studies and brightness measurements in the cluster h and χ Persei"を完了させた。
1926年、フォークトはハイデルベルク大学の准教授、およびケーニッヒシュトゥール天文台の主任オブザーバーに任命された。1929年にイェーナ大学の教授およびイェーナ天文台の所長に任命された。
1931年に、ナチ党のメンバーになり、ナチスの政治家と大学内部との連絡係になった。1933年には、ナチスの準軍事組織である突撃隊のメンバーになり、親衛隊中尉の階級に昇格した。
フォークトは、1933年にマックス・ヴォルフの後任としてハイデルベルク大学で天文学講座の教授となった。1933年から1945年までの間、ケーニッヒシュトゥール天文台の所長を務めた。
1945年に天文台所長としての地位から解任されたが、1957年に彼が引退するまでは教授職にあった。その間は教授活動を増やし、天文学と宇宙論に関する本を書き残した。
ハインリヒ・フォークトとヘンリー・ノリス・ラッセルは、それぞれ独自にフォークト-ラッセルの定理を発見した。
フォークトはマルガレーテ・ブラウンと結婚し、息子と娘がいた。

## 小惑星の発見・命名
1912年12月9日、フォークトは小惑星「1912 PY」を発見し、母親のマルガレータと親戚のハンナにちなんで735 マルクハンナと命名した。
彼自身の名は1937年に天文学者カール・ラインムートによって発見された「1937 TE」に1439 Vogtiaと名付けられた。